# غريغ كلارك ماكي
غريغ كلارك ماكي (بالإنجليزية: Greg Clark Mackie)‏ هو مهندس الصوت أمريكي، ولد في 22 سبتمبر 1949 في سياتل في الولايات المتحدة.